# Remo nos Jogos Pan-Americanos de 2015 - Skiff duplo feminino
A competição do skiff duplo feminino foi um dos eventos do remo nos Jogos Pan-Americanos de 2015. Foi disputada no Royal Canadian Henley Rowing Course em St. Catharines, nos dias 11 e 13 de julho.

## Calendário
Horário local (UTC-4).
| Data        | Horário | Fase          |
| ----------- | ------- | ------------- |
| 11 de julho | 9:05    | Eliminatórias |
| 13 de julho | 9:25    | Final         |

## Medalhistas
| Ouro   | CAN Kerry Shaffer e Antje von Seydlitz |
| Prata  | USA Nicole Ritchie e Lindsay Meyer     |
| Bronze | CUB Aimee Hernandez e Yariulvis Cobas  |

## Resultados

### Eliminatórias
| Pos. | Remador                                                             | Nacionalidade      | Tempo   | Notas |
| ---- | ------------------------------------------------------------------- | ------------------ | ------- | ----- |
| 1    | Kerry Shaffer Antje von Seydlitz                                    | CAN Canadá         | 7:01.73 | F     |
| 2    | Nicole Ritchie Lindsay Meyer                                        | USA Estados Unidos | 7:07.61 | F     |
| 3    | Maria Laura Abalo Karina Wilvers                                    | ARG Argentina      | 7:12.62 | F     |
| 4    | Aimee Hernandez Yariulvis Cobas                                     | CUB Cuba           | 7:24.91 | F     |
| 5    | Soraya Jadue Josefa Vila                                            | CHI Chile          | 7:33.70 | F     |
| 6    | Gabriela Cardozo de Almeida Salles Yanka Vieira Rodrigues de Britto | BRA Brasil         | 7:57.88 | F     |

### Final
| Pos.              | Remador                                                             | Nacionalidade      | Tempo   | Notas |
| ----------------- | ------------------------------------------------------------------- | ------------------ | ------- | ----- |
| Medalha de ouro   | Kerry Shaffer Antje von Seydlitz                                    | CAN Canadá         | 7:13.01 |       |
| Medalha de prata  | Nicole Ritchie Lindsay Meyer                                        | USA Estados Unidos | 7:14.65 |       |
| Medalha de bronze | Aimee Hernandez Yariulvis Cobas                                     | CUB Cuba           | 7:20.00 |       |
| 4                 | Maria Laura Abalo Karina Wilvers                                    | ARG Argentina      | 7:31.31 |       |
| 5                 | Soraya Jadue Josefa Vila                                            | CHI Chile          | 7:31.75 |       |
| 6                 | Gabriela Cardozo de Almeida Salles Yanka Vieira Rodrigues de Britto | BRA Brasil         | 7:38.09 |       |